# Juan Flores (zapaśnik)
Juan Flores – meksykański zapaśnik walczący w obu stylach. Zdobył brązowy medal na igrzyskach panamerykańskich w 1975 i na igrzyskach Ameryki Środkowej i Karaibów w 1982. Dwukrotnie drugi na mistrzostwach Ameryki Centralnej w 1984 roku.